# Bryan Greenberg
Pour les articles homonymes, voir Greenberg.
Bryan Greenberg, né le 24 mai 1978 à Omaha (Nebraska), est un acteur et chanteur américain,. Il est principalement connu pour avoir incarné le rôle de Jake Jaglieski dans la série Les Frères Scott durant les trois premières saisons.

## Biographie
Bryan Greenberg, forme anglicisée de l'Allemand, Grünberg, « grün » qui signifie « vert » et « berg » signifiant « montagne », est né à Omaha, dans le Nebraska, aux États-Unis, de Denise (née en 1951) et Carl Greenberg (né en 1950), qui sont tous deux psychologues. Il a une sœur Rebecca « Becca » et est issue d'une famille juive.
Bryan Greenberg découvre la comédie très tôt. Il commence rapidement les cours de théâtre, et arrivé à l'université il se produit plusieurs fois avec des troupes de théâtre prestigieuses. À la télévision, il est apparu dans des séries comme Boston Public, New York 911 et Providence.
De 2003 à 2006, il rejoint la distribution de la série Les Frères Scott, où il interprète Jake, un jeune lycéen qui joue au basket et qui doit s'occuper de sa fille abandonnée par sa mère. L'importance de son rôle croît au fil des épisodes.
En 2004, il tient l'un des rôles principaux dans Unscripted. Mi-fiction, mi-réalité, elle suit trois acteurs débutants (dont Bryan) dans leur démarche vers la célébrité. Durant la même année, il rejoint le casting du film Les Notes parfaites avec l'actrice Scarlett Johansson.
Depuis 2016, il incarne le rôle de Ben dans la série The Mindy Project.

### Vie privée
Depuis 2012, Bryan Greenberg est en couple avec Jamie Chung actrice dans la série a succès Once Upon a Time. Leur mariage a eu lieu le 31 octobre 2015 à Santa Barbara en Californie. Le 24 octobre 2021, ils deviennent parents de jumeaux.
Il soutient publiquement la candidature de Barack Obama aux élections présidentielles américaines, participant notamment au clip Yes We Can.

### Musique
Bryan Greenberg a interprété plusieurs de ses chansons dans les séries dans lesquelles il a joué comme dans Les Frères Scott où on l'entend chanter dans les épisodes 7 (Un nouveau départ) et 10 (Tensions) de la saison 1 ainsi que dans l'épisode 20 (La demande) de la saison 3. Ses quelques titres figurent également dans les séries October Road et Le Prix de la rançon.
En 2007, Bryan a publié son premier album, Waiting for Now. Il a tourné avec Gavin DeGraw, Michael Tolcher, Ari Hest et Graham Colton.
En 2011, il a publié son deuxième album, We Don't Have Forever, produit par Thom Monahan qui comprenait le single Walk Away. L'album incluait également You Can Run, une collaboration avec le rappeur américain Kid Cudi. Bryan avait d'ailleurs déclaré qu'il avait écrit le disque sur une période de deux ans, alors qu'il traversait de nombreux changements  autant dans sa vie professionnelle que personnelle.
En 2019, Bryan Greenberg sort un nouveau single intitulé Troubled Mind.

## Filmographie

### Cinéma
- 1998 : Préjudice de Steven Zaillian : lanceur de pétard
- 2004 : Les Notes parfaites de Brian Robbins : Matty
- 2005 : Petites Confidences (à ma psy) de Ben Younger : David Bloomberg
- 2006 : Love and Debate (Thanks to Gravity) : Chris
- 2007 : Le Prix de la rançon : Barkley Michaelson
- 2009 : Meilleures Ennemies : Nate
- 2009 : Le Fiancé idéal (The Good Guy) : Daniel Seaver
- 2011 : Sexe entre amis (Friends with Benefits) : Parker
- 2012 : The Kitchen d'Ishai Setton : Paul
- 2012 : The Normals : Billy Schine
- 2013 : A Short History of Decay : Nathan Fisher
- 2015 : The Program de Stephen Frears
- 2015 : Vice de Brian A. Miller
- 2023 : You People de Kenya Barris (en)

### Télévision
- 1997 : New York, police judiciaire : Matt Wheeler
- 2000 : Les Soprano : Peter McClure
- 2000 : New York 911 : Francis DeSilva
- 2000 : Boston Public : Mr. Freeman
- 2001 : Three sisters : Roy
- 2002 : La Vie avant tout : Kent
- 2002 : Les Chroniques du mystère : Damon Furberg
- 2002 : Providence : Neal
- 2003 : Boston Public : Mr. Carpenter
- 2003-2005 : Les Frères Scott : Jake Jaglieski
- 2004 : Life with Bonnie : Timmy
- 2005 : Unscripted (en) : Lui-même
- 2007-2008 : October Road : Nick Garrett
- 2009-2011 : How to Make It in America : Ben Epstein
- 2013 : The Arrangement (téléfilm) : Billy
- 2016 : The Mindy Project : Ben

### Courts métrages
- 2006 : Escape : Bryan
- 2008 : Yes We Can

### Podcast
- 2020 : The Left Right Game : Ace

## Discographie

### Albums
- 2007 : Waiting For Now
- 2011 : We Don't Have Forever
- 2015 : Everything Changes